# Cardiotoxicidade
Cardiotoxicidade é a ocorrência de dano muscular ou disfunção de eletrofisiologia do coração. O coração torna-se mais fraco e não é tão eficiente em bombeamento e, portanto, compromete a circulação do sangue. Cardiotoxicidade pode ser causada por tratamento de quimioterapia, complicações decorrentes da anorexia nervosa, os efeitos adversos da ingestão de metais pesados, ou um medicamento administrado incorretamente como a bupivacaína.[carece de fontes?]